# Андрюхин, Илья Прохорович
Илья́ Про́хорович Андрю́хин (19 июля (1 августа) 1908, Подымовка, Фатежский уезд, Курская губерния — 17 ноября 1984, Кисловодск, Ставропольский край) — советский офицер, гвардии капитан, участник Великой Отечественной войны, Герой Советского Союза (1945).

## Биография
Родился 19 июля (1 августа) 1908 года в деревне Подымовка Фатежского уезда Курской губернии в семье крестьянина-середняка. Илья был третьим из шести детей в семье. Русский. Получил неполное среднее образование в школе села Радубеж.
В 1934—1937 годах проходил службу в Красной Армии. После демобилизации вернулся в родную деревню, работал трактористом в совхозе. 9 октября 1940 года вновь призван в Красную Армию Фатежским РВК. С началом Великой Отечественной войны участвовал в боевых действиях на Южном фронте. Участвовал в обороне Одессы, в ходе которой, 6 сентября 1941 года, был тяжело ранен. Награждён медалью «За оборону Одессы». После излечения, с 24 февраля 1942 года, снова в строю. В том же году окончил курсы младших лейтенантов. 
С ноября 1942 года воевал в составе 4-го стрелкового батальона 107-й отдельный стрелковой бригады на Закавказском и Северо-Кавказском фронтах. Был командиром 2-й стрелковой роты, командиром стоевого взвода под Новороссийском, заместителем командира пулемётной роты. В 1943 году вступил в ВКП(б), номер партийного билета — 5524801. В бою под Туапсе, летом 1943 года, лейтенант Андрюхин заменил выбывшего из строя командира 1-й стрелковой роты. Благодаря его умелому командованию рота отбила все атаки гитлеровцев и захватила высоту 185,6. Был ранен. За этот бой награждён орденом Красной Звезды (приказ от 5 июля 1943 года). После излечения вернулся в свою роту на должность командира. 
В дальнейшем И. П. Андрюхин участвовал в Новороссийско-Майкопской, Краснодарской наступательных, Новороссийско-Таманской стратегической операциях. В октябре 1943 года из 8-й гвардейской, 81-й морской и 107-й стрелковой бригад была сформирована 117-я гвардейская стрелковая дивизия. В ноябре того же года дивизия была переброшена на 1-й Украинский фронт, где участвовала в освобождении Бердичева, Тернополя, разгроме бродской группировки противника, форсировании рек Западный Буг и Сан, боях на сандомирском плацдарме. Командовал строевым батальоном 2-го Белорусского фронта и батальоном 333-го гвардейского стрелкового полка (117-я гвардейская стрелковая дивизия, 13-я армия, 1-й Украинский фронт). 
Гвардии капитан Андрюхин отличился 25 января 1945 года при форсировании реки Одер в районе Штейнау (ныне город Сьцинава в Польше). Батальон, отразив контратаки врага, успешно вёл бои за расширение плацдарма. Сам командир показывал в боях образцы мужества и отваги.

Разгромив немецкую группировку в гор. Кельце, батальон гвардии капитана Андрюхина всё время преследовал отступающего противника, громя остающиеся мелкие группы. Разгромленный противник в районе Кельце возлагал большую надежду задержаться на водном рубеже реки Одер, тем самым задержать наше успешное наступление. Достигнув реки Одер 25 января 1945 года в районе с. Хохбаушвиц, батальон капитана Андрюхина, благодаря правильной организации и инициативе, презирая смерть, выполнил приказ командования — успешно форсировал реку Одер с малыми потерями в личном составе, развив успешное наступление и расширив плацдарм на западном берегу реки Одер.— Описание подвига из наградного листа
Звание Героя Советского Союза присвоено 10 апреля 1945 года с вручением Ордена Ленина и медали «Золотая Звезда». В дальнейшем участвовал в Нижнесилезской, Берлинской и Пражской операциях. 
С 1946 года в запасе. После войны жил в городе Кисловодске Ставропольского края. В ноябре 1974 года Илья Прохорович приезжал на Малую Родину и встречался с учениками Радубежской школы, в которой учился сам. Он поведал как учился в школе, о войне. Героя приняли в почётные пионеры. Умер И. П. Андрюхин 17 ноября 1984 года в Кисловодске в возрасте 76 лет.

## Семья
- Отец — Прохор Егорович Андрюхин (1873—1957).
- Мать — Любовь Афанасьевна Андрюхина (1880—1963), в девичестве Кустова.
- Братья и сёстры: Зосим (1902—1962), Андрей (1905—1951), Анна (1911—1998), Мария (1916—2004), Александра (1919—1992).

Илья Прохорович Андрюхин был женат трижды. 
- Первый раз женился в начале 1930-х годов на односельчанке — Елене Мироновне Андрюхиной. В этом браке родился сын Пётр (1934—1972).
- Со второй женой, Марией, познакомился во время войны в госпитале, в котором лечился после ранения. Мария работала там медсестрой. От этого брака родился сын Михаил (1946—1971).

Оба сына Ильи Прохоровича погибли в молодом возрасте.
- Третья жена (с 1977 года) — Мария Андреевна Андрюхина, до замужества Носыч (1910—?).

## Награды
- Медаль «Золотая Звезда» Героя Советского Союза (10 апреля 1945 года);
- Орден Ленина (10 апреля 1945 года);
- Орден Красного Знамени (25 января 1945 года);
- Орден Красной Звезды (5 июля 1943 года);
- Медаль «За боевые заслуги»;
- Медаль «За оборону Кавказа»;
- Медаль «За оборону Одессы»;
- Медаль «За победу над Германией в Великой Отечественной войне 1941—1945 гг.»;
- Юбилейная медаль «Двадцать лет Победы в Великой Отечественной войне 1941—1945 гг.»;
- Юбилейная медаль «Тридцать лет Победы в Великой Отечественной войне 1941—1945 гг.»;
- Медаль «Сорок лет Победы в Великой Отечественной войне 1941-1945 гг.» (1985 год, при жизни вручить не успели);
- Медаль «За взятие Берлина»;
- Медаль «За освобождение Праги»;
- Орден Отечественной войны I степени (1985 год, при жизни вручить не успели);
- Знак «Гвардия».

## Память
- Имя Ильи Прохоровича Андрюхина увековечено на стеле Героям-Курянам, сооружённой в 1966 году на Красной площади Курска.
- Имя И. П. Андрюхина носила школа в селе Радубеж, в которой учился будущий Герой.
- Бюст И. П. Андрюхина установлен на Аллее Героев в городе Бердичеве (Украина) по адресу: ул. Красная Гора, дом 1, на территории воинской части.